# 36-та гвардійська стрілецька дивізія (СРСР)
36-а гварді́йська стріле́цька Верхньодніпро́вська Червонопра́порна, ордені́в Суво́рова та Куту́зова диві́зія — стрілецька дивізія, загальновійськове з'єднання РСЧА в роки Радянсько-німецької війни.

## Бойовий шлях

### Формування
Дивізія сформована на базі 9-го повітряно-десантного корпусу в серпні 1942 року в Івановській області, головно з курсантів військових училищ Московського ВО. Командиром дивізії призначено полковника М. І. Денисенка.

### Сталінградська битва
Бойове хрещення дивізія отримала вже в серпні 1942 року, коли в складі 57-ї армії генерала Ф. І. Толбухіна вела бої в містечку Сарепта під Сталінградом.
У вересні дивізія воювала в складі 64-ї армії генерала М. С. Шумілова в районі Бекетівка — Купоросний, за що отримала подяку Верховного Головнокомандувача.
У листопаді 1942 року виведена в резерв.
10 січня 1943 року, діючи на лівому фланзі 64-ї армії, дивізія розпочала наступ проти оточеного в Сталінграді ворожого угруповання. Прорвавши оборону, за три тижні боїв просунулась до центра міста.
По цьому виведена в резерв.

### Визволення України
В березні 1943 року дивізія, діючи в складі 7-ї гвардійської армії зайняла оборону по східному березі річки Сіверський Донець в районі міста Вовчанська Харківської області. Згодом дивізія брала участь в Бєлгородсько-Харківській операції, з боями пройшла Лівобережну Україну й 25 вересня 1943 року вийшла на лівий берег Дніпра.
В ніч з 25 на 26 вересня передовий загін дивізії під командуванням гвардії капітана А. Д. Семенова форсував Дніпро й захопив плацдарм на правому березі в районі села Сошинівка Верхньодніпровського району Дніпропетровської області. Бої на плацдармі тривали протягом місяця. За цю операцію 8 воїнів дивізії, серед яких і командир дивізії генерал-майор М. І. Денисенко, удостоєні звання Героя Радянського Союзу.
22 жовтня 1943 року дивізія перейшла в наступ і, прорвавши оборону ворога, 23 жовтня звільнила місто Верхньодніпровськ.
В ході проведення Кіровоградської операції дивізія діяла в другому ешелоні 7-ї гвардійської армії.
В ході проведення Умансько-Ботошанської операції 36-а гвардійська стрілецька дивізія з важкими боями визволила від фашистів міста Новоукраїнка та Помічна, а 23 березня 1944 року вийшла на лівий берег ріки Південний Буг південно-східніше міста Первомайськ Миколаївської області. В ніч з 32 на 24 березня штурмова група дивізії в складі 30 чоловік під командуванням старшого лейтенанта Д. П. Золотова форсувала Південний Буг і захопила плацдарм на правому березі. Протягом двох діб бійці утримували плацдарм, а 25 березня основні сили 36-ї гвардійської та 53-ї стрілецьких дивізій форсували ріку.
В подальшому дивізія наступала на Одесу, проте поблизу села Ляхи була виведена в резерв.

### Країнами Європи
В ході проведення Яссько-Кишинівської операції дивізія брала участь у взятті міста Ясси. Потім пройшла всю Румунію й 21 жовтня 1944 року зосередилась в районі Дьєма. В ніч на 24 жовтня полки дивізії форсували річку Тиса, захопивши плацдарм.
В ході нового наступу дивізія успішно просувалась територією Угорщини й 25 листопада 1944 року оволоділа містом Хатван.
На території Угорщини дивізія брала участь в Дебреценській, Будапештській та Балатонській операціях.
5 квітня 1945 року дивізія в ході Віденської операції дивізія розпочала наступ на території Австрії. 10 травня 1945 року на річкі Мур в районі міста Юденбург воїни дивізії зустрілись з передовими частинами союзних англо-американських військ.
У червні 1945 року дивізія була переформована в 24-й гвардійську механізовану дивізію. Бойовий Прапор 36-ї гвардійської стрілецької дивізії передано на довічне зберігання до Центрального музею Збройних Сил СРСР.

## Бойовий склад
- Управління і штаб;
- 104-й гвардійський стрілецький полк;
- 106-й гвардійський стрілецький полк;
- 108-й гвардійський стрілецький полк;
- 65-й гвардійський артилерійський полк;
- 39-й гвардійський окремий винищувально-протитанковий артилерійський дивізіон;
- 41-а гвардійська зенітна артилерійська батарея (до 15.4.43);
- 38-а гвардійська окрема розвідувальна рота;
- 41-й гвардійський саперний батальйон;
- 143-й гвардійський окремий батальйон зв'язку (47-а гвардійська окрема рота зв'язку);
- 503-й (40-й) медико-санітарний батальйон;
- 38-а гвардійська окрема рота хімічного захисту;
- 593-я (39-а) автотранспортна рота;
- 626-а (34-а) польова хлібопекарня;
- 627-й (35-й) дивізійний ветеринарний лазарет;
- 2146-а польова поштова станція;
- 315-а польова каса Держбанку.

## Нагороди і почесні звання
- Верхньодніпровська — за прорив оборони противника й визволення міста Верхньодніпровськ 23 жовтня 1943 року;
- Орден Червоного Прапора — за відзнаку при визволенні міста Новоукраїнка та залізничної станції Помічна (Указ Президії ВР СРСР від 29.03.1944);
- Орден Суворова 2-го ступеня — за зразкове виконання завдань командування під час операції з форсування ріки Південний Буг (Указ Президії ВР СРСР від 01.04.1944);
- Орден Кутузова 2-го ступеня — за активні бойові дії під час взяття Будапешту.

## Командири
- Денисенко Михайло Іванович — полковник, з листопада 1942 — генерал-майор (серпень 1942 — грудень 1943);
- Ліленков Георгій Павлович — генерал-майор (грудень 1943 — до кінця війни).

## Герої дивізії
- Денисенко Михайло Іванович — гвардії генерал-майор, командир 36-ї гвардійської стрілецької дивізії (20.12.1943).
- Дорохов Микола Якович — гвардії сержант, кулеметник 104-го гвардійського стрілецького полку (22.02.1944).
- Кукарін Іван Олександрович — гвардії червоноармієць, артилерист протитанкової гармати 104-го гвардійського стрілецького полку (20.12.1943).
- Кулик Григорій Карпович — гвардії старший сержант, командир взводу 104-го гвардійського стрілецького полку (28.04.1945).
- Попов Микола Антонович — гвардії єфрейтор, автоматник 104-го гвардійського стрілецького полку (20.12.1943).
- Румянцев Іван Васильович — гвардії молодший сержант, навідник міномета 104-го гвардійського стрілецького полку (20.12.1943).
- Семенов Андрій Данилович — гвардії капітан, командир роти 104-го гвардійського стрілецького полку (20.12.1943).
- Слободенюк Іван Лук'янович — гвардії старший лейтенант, командир взводу управління батареї 65-го гвардійського артилерійського полку (20.12.1943).
- Туманов Іван Миколайович — гвардії червоноармієць, автоматник 104-го гвардійського стрілецького полку (20.12.1943).
- Хацкевич Вольф Беркович — гвардії підполковник, командир 104-го гвардійського стрілецького полку (20.12.1943).
- Карандевич Василь Пилипович — гвардії сержант, розвідник 108-го гвардійського стрілецького полку.
- Чабанов Іван Миколайович — гвардії старший сержант, командир кулеметного розрахунку 108-го гвардійського стрілецького полку.

## Пам'ять
На честь подвигів бійців 36-ї гвардійської стрілецької дивізії у місті Волгограді названо вулицю